# Academia ao ar livre

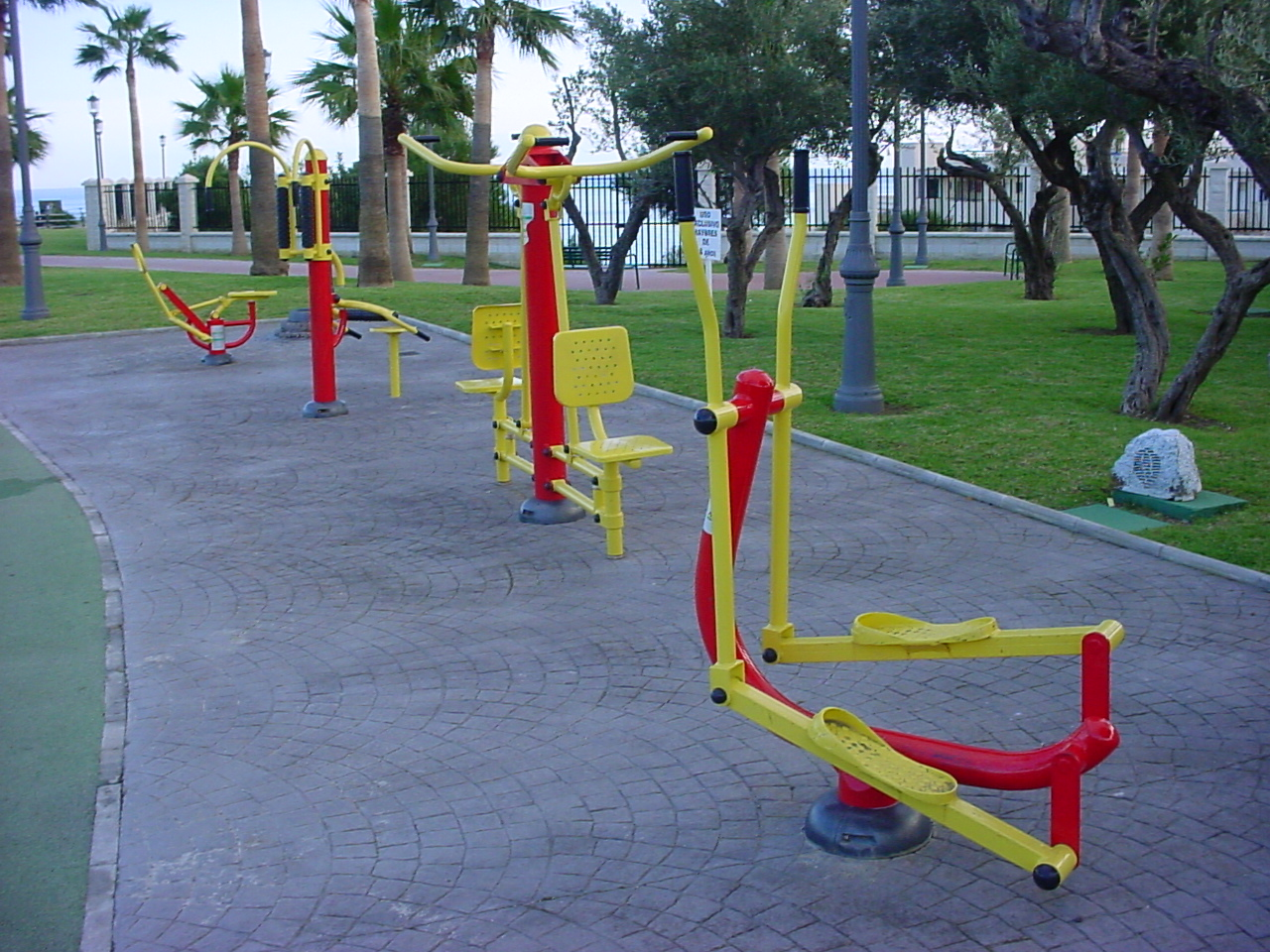
Academia do ar livre em Torremolinos, Espanha.

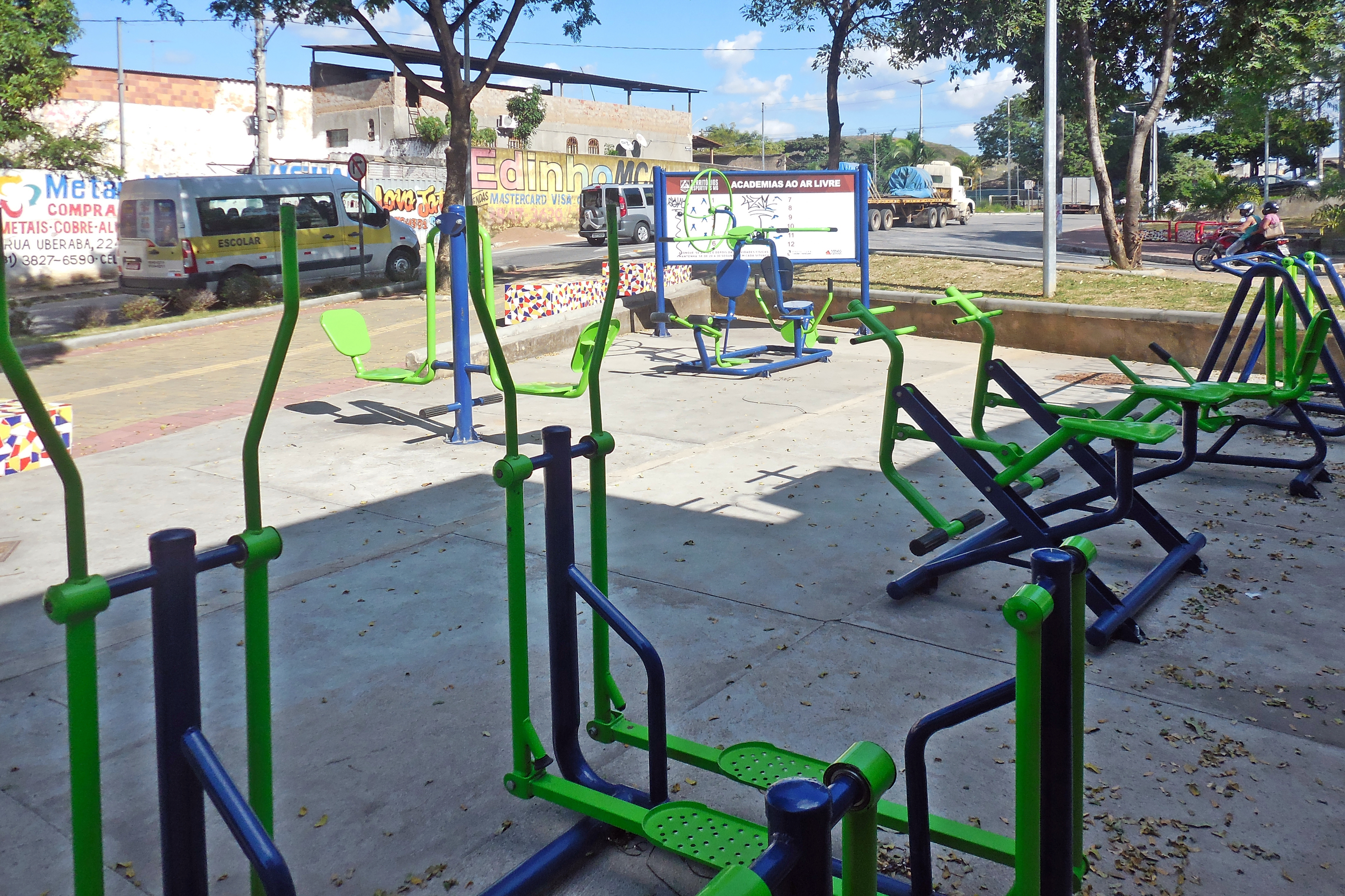
Academia ao ar livre em Coronel Fabriciano, Minas Gerais, Brasil.

Academia ao ar livre (também abreviada como AAL) são instalações de aparelhos de musculação e exercícios físicos implantados em espaços públicos, como em praças e parques. Constituem uma espécie de playground, porém na maior parte das vezes voltado para o público acima de 12 anos de idade.
São notadas em diversas partes do mundo. Na China, por exemplo, foram popularizadas durante a campanha para os Jogos Olímpicos de Verão de 2008, reservando 20 000 000 m² de academias ao ar livre por todo o país com objetivo de incentivar a prática de esportes. Nos Estados Unidos e na Europa são similares às "trilhas fitness", que se popularizaram entre as décadas de 1960 e 70.

## No Brasil
Foram difundidas no Brasil por meio do Programa Brasil Saudável, lançado pelo Ministério da Saúde em 2005, mas seguindo uma proposta originada em Porto Alegre em 1926, com a criação da "praça de esporte e recreação". Posteriormente, houve um projeto semelhante com a criação do Movimento Esporte para Todos em 1960, que multiplicou os conjuntos. Normalmente contam com equipamentos de surfe, remo, alongador, rotação vertical e dupla diagonal, pressão de pernas, multiexercitador, esqui e simulador de caminhada e cavalgada.
As instalações iniciadas em 2005 são parte das ações previstas pela Estratégia Global de Alimentação e Atividade Física, proposta pela Organização Mundial da Saúde (OMS) em 2004. Houve uma remodelação dos aparelhos, incluindo o layout e o uso de cores vibrantes como estratégias para incentivar seu uso, sendo apontados por profissionais da saúde como eficientes para trabalhar a força muscular e as articulações.